# Rotonde van de Heilige Maagd Maria op de Wawel
De Rotonde van de Heilige Maagd Maria op de Wawel, of Heilige Felix and Adauctuskerk, (Pools: Rotunda Najświętszej Marii Panny na Wawelu, św.św. Feliksa i Adaukta) was een preromaanse kerk op de Wawel en wordt gezien als de oudst overgebleven stenen constructie in Polen. Het bouwwerk is een beschermd architectonisch monument in het historisch centrum van Krakau.

## Geschiedenis
Deze kerk is vermoedelijk in de 10e eeuw gesticht. Uit C14-datering is gebleken dat de vroegste restanten uit het jaar 970 stammen. Er bestaan verschillende theorieën over haar functie: een (doop)kapel, mausoleum of zelfs de eerste Wawelkathedraal ten tijde van de missionaris-bisschoppen Prohorius en Proculfus is geweest.

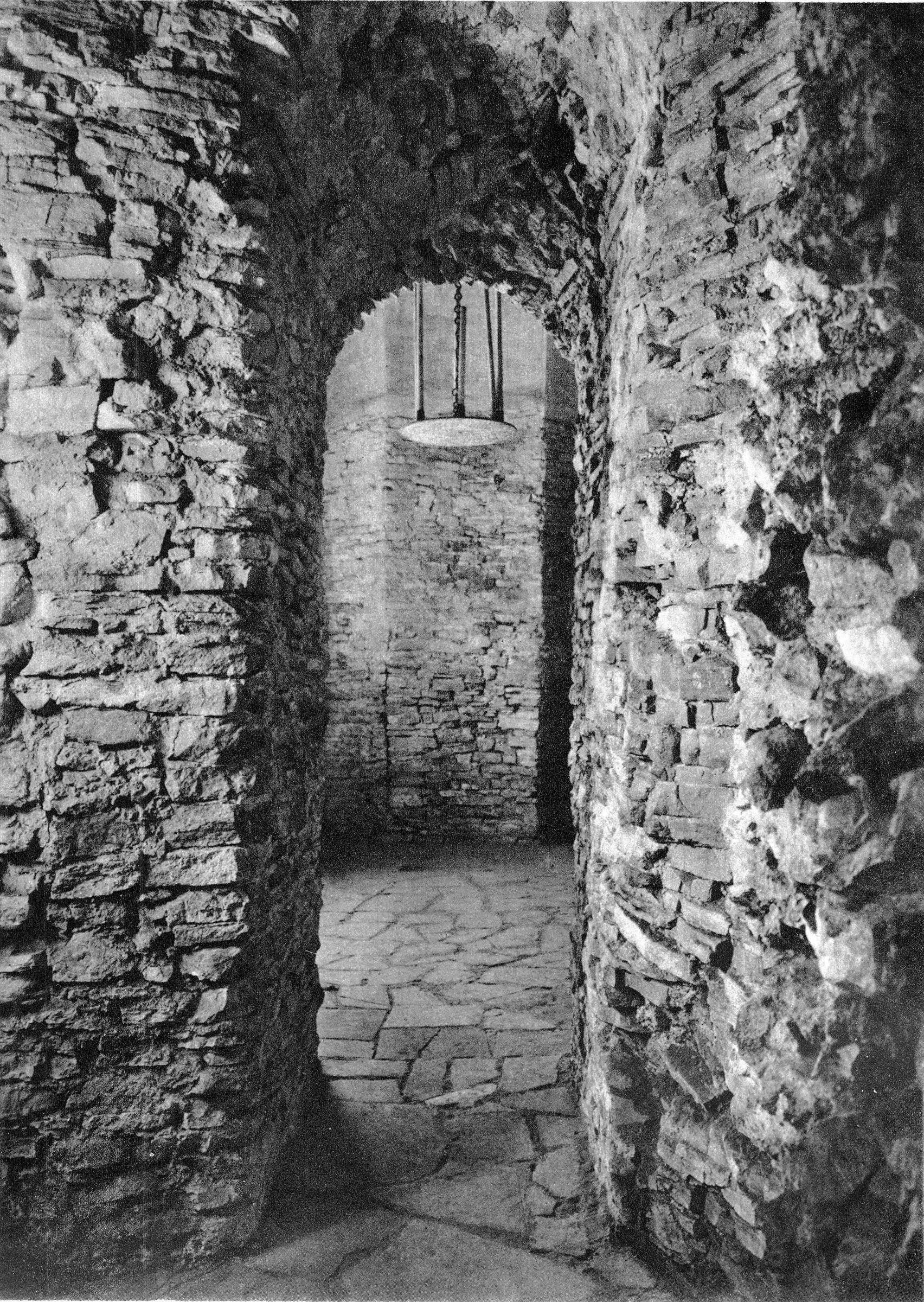

De kerk wordt vermeld door Jan Długosz in zijn Annales van 1241 in connectie van de observatie van Wawel-fortificaties gebouwd door Koenraad I van Mazovië. Het gebouw stond op het centrale oostelijke gedeelte van de Wawel en werd oorspronkelijk door een diep ravijn met het Koninklijke Kasteel van Wawel gescheiden. Het vermoeden bestaat dat de kerk toen al onderdeel van het kasteel was.
Casimir III van Polen heeft de kerk in 1340 tot een paleiskapel laten renoveren: het niveau van de vloer werd verhoogd, de nieuwe ingang werd verzonken en het oratorium toegevoegd. Het gebouw verloor in 1517, tijdens de renaissanceuitbreiding, haar kerkelijke status en werd in twee woonruimtes verdeeld.
In 1806, tijdens een renovatie van de kasteelkeuken naar een militair hospitaal, werd een groot deel van de kerkmuren door de Oostenrijkers afgebroken. De kerk is in het begin van de 20e eeuw gerestaureerd.

### Archeologisch onderzoek
In 1911 werden de oorspronkelijke muren onder de kasteelvloer ontdekt. Adolf Szyszko-Bohusz begon in 1917 een archeologisch onderzoek naar de kerk en identificeerde de restanten als zodanig van die van de Heilige Felix and Adauctuskerk. De bovenste etage werd onder zijn leiding gerestaureerd en in 1918 toegankelijk gemaakt voor het grote publiek. De kerk is sinds 1975 als onderdeel van de Lost Wawel een toeristische attractie.

## Architectuur
De rotondearchitectuur in de stijl van de centraalbouw zou het resultaat zijn van de creativiteit van haar ontwerpers. De Tetraconch, die haar oorsprong in de Oudheid vindt, is in dit geval gecombineerd met Karolingische-Ottonische elementen. De constructie heeft een crypte.